# Battletoads
Battletoads (Japans: バトルトード) is een computerspel ontwikkeld door het Britse bedrijf Rare en uitgekomen in 1991 waarin drie menselijke padden figureren die naar aandoeningen zijn vernoemd: Rash (huiduitslag), Zitz (pustel) en Pimple (puistje). Het spel werd uitgebracht om de concurrentiestrijd met de Teenage Mutant Ninja Turtles-videospellen aan te gaan en was aanvankelijk bedoeld voor het Nintendo Entertainment System (NES). Het is een side-scrolling platformspel.

## Platforms
| Jaar | Platform             |
| ---- | -------------------- |
| 1991 | NES, Sega Mega Drive |
| 1993 | Game Gear            |
| 1994 | Amiga, Amiga CD32    |

## Ontvangst
| Beoordeeld door                | Platform        | Datum         | Score |
| ------------------------------ | --------------- | ------------- | ----- |
| Mean Machines                  | NES             | april 1992    | 93%   |
| Computer and Video Games (CVG) | NES             | april 1992    | 91%   |
| Quebec Gamers                  | NES             | 29 mei 2007   | 86%   |
| Entertainment Weekly           | Sega Mega Drive | 2 april 1993  | 83%   |
| GamePro (USA)                  | Game Gear       | februari 1994 | 80%   |
| Video Games                    | Game Gear       | juni 1993     | 70%   |
| Random Access                  | NES             | 2005          | 55%   |
| Amiga Joker                    | Amiga           | juli 1994     | 22%   |
| Amiga CD32 Gamer               | Amiga CD32      | augustus 1994 | 22%   |
| Amiga Power                    | Amiga CD32      | oktober 1994  | 6%    |